# 吳臣 (西漢)
吳臣（前3世纪？—前193年），中國西漢吳氏長沙國第二代王，長沙文王吳芮長子。漢高祖六年(前201年)襲位，居臨湘，在位八年，諡成王，葬臨湘。
吴臣的姐夫是漢朝開國功臣之一的九江王英布。在消滅異姓王風潮時，英布為怕同受誅殺而起兵造反。英布戰敗後率殘兵數百人投奔吳臣。吳臣聽了國相利蒼的勸說，沒有幫助英布。吳臣假意邀約英布一起逃亡，誘其至番陽，命鄉民將英布殺死。長沙王之子吳淺、長沙國相利蒼即因此均被封侯。